# Funastrum
Funastrum ist eine Pflanzengattung aus der Unterfamilie der Seidenpflanzengewächse (Asclepiadoideae) in der Familie der Hundsgiftgewächse (Apocynaceae). 

## Merkmale
Die Gattung beinhaltet ausdauernde krautige, oder halbstrauchige Winder und Kletterer. Rhizome kommen bei einigen Arten vor. Der Milchsaft ist weiß und besitzt einen leichten Knoblauchgeruch. Die Stängel sind kahl, oder schwach bis dicht behaart. Die krautigen Laubblätter sind persistierend oder hinfällig. Sie sind bis 2 bis 9 cm lang und 0,5 bis 5 cm breit. Die Blattform reicht von zugespitzt oval bis länglich-lanzeolat. 
Sechs bis 18 Blüten stehen in einem Blütenstand, der länger oder kürzer als die benachbarten Blätter sein kann. Der Blütenstiel (Pedicellus) ist kahl oder schwach behaart. Die zwittrigen und fünfzähligen Blüten weisen einen Durchmesser von 6 bis 12 mm auf. Die Kelchblätter sind apikal zugespitzt oval bis dreieckig. Die Kronzipfel sind länglich oder oval, oval-lanzettförmig und apikal zugespitzt oder gerundet. Häufig sind die Ränder zurückgeschlagen. Die Blütenfarben reichen von weiß, cremefarben, bis zu grün und gelb. In den Achsen sind sie mit einer dunkelroten bis dunkelbraunen Äderung versehen, zum Rand hin sind sie behaart. Die Nebenkrone besteht aus einem fleischigen, nicht-lobaten Ring an der Nahtstelle von Blütenkrone und „Gynostegium“. Die fünf taschenförmigen Loben liegen auf den fünf Staubblättern auf. 
Die einzeln hängenden Früchte weisen eine Länge von etwa 5,0 bis 8,5 cm und einen Durchmesser von 1,0 bis 2,5 cm auf. Die braunen Samen sind 2,5 bis 8 mm lang und 1,5 bis 4 mm breit. Sie sind oval mit einem ausgezogenen, meist gezähnelten Rand.

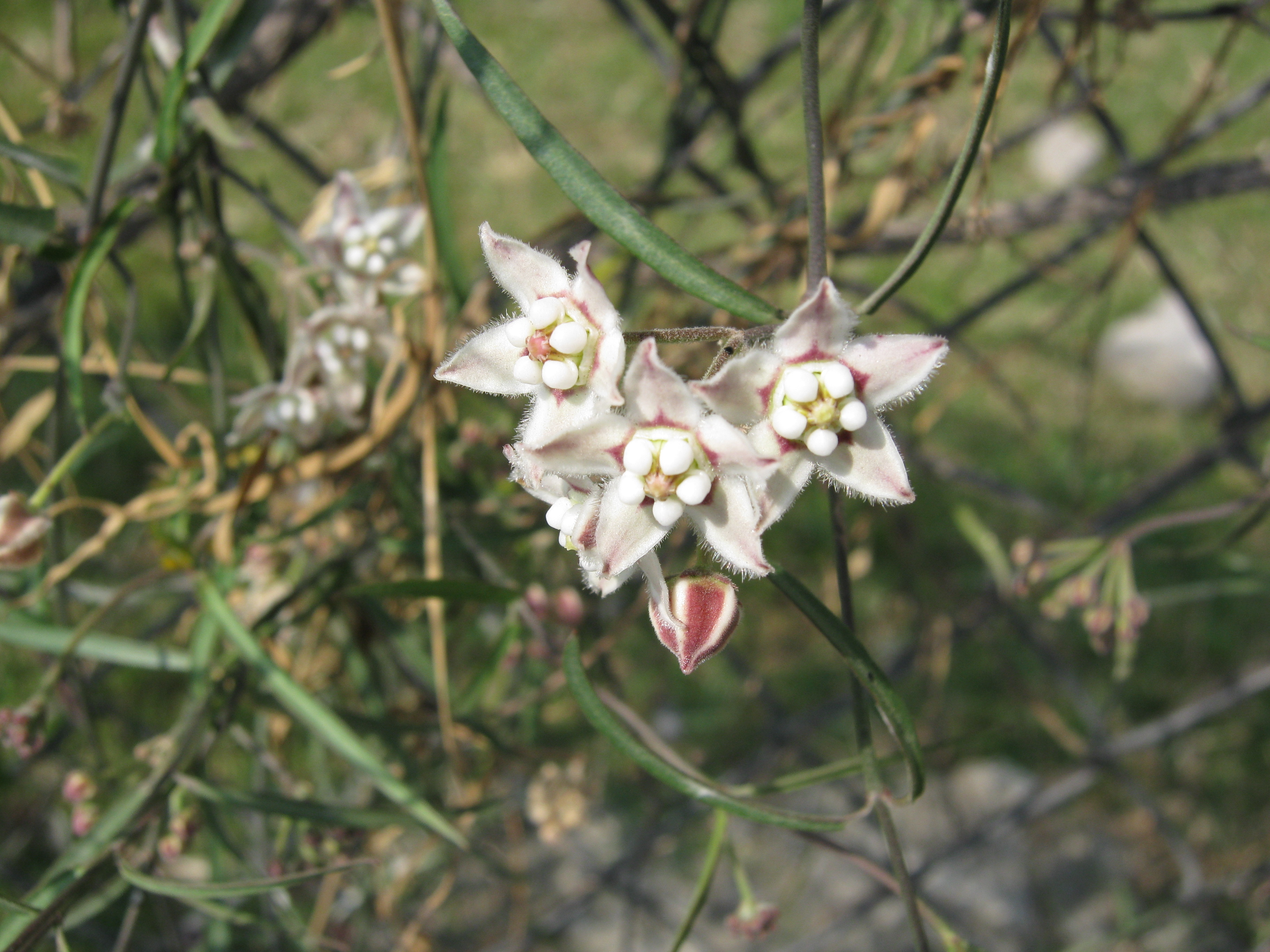
Funastrum clausum

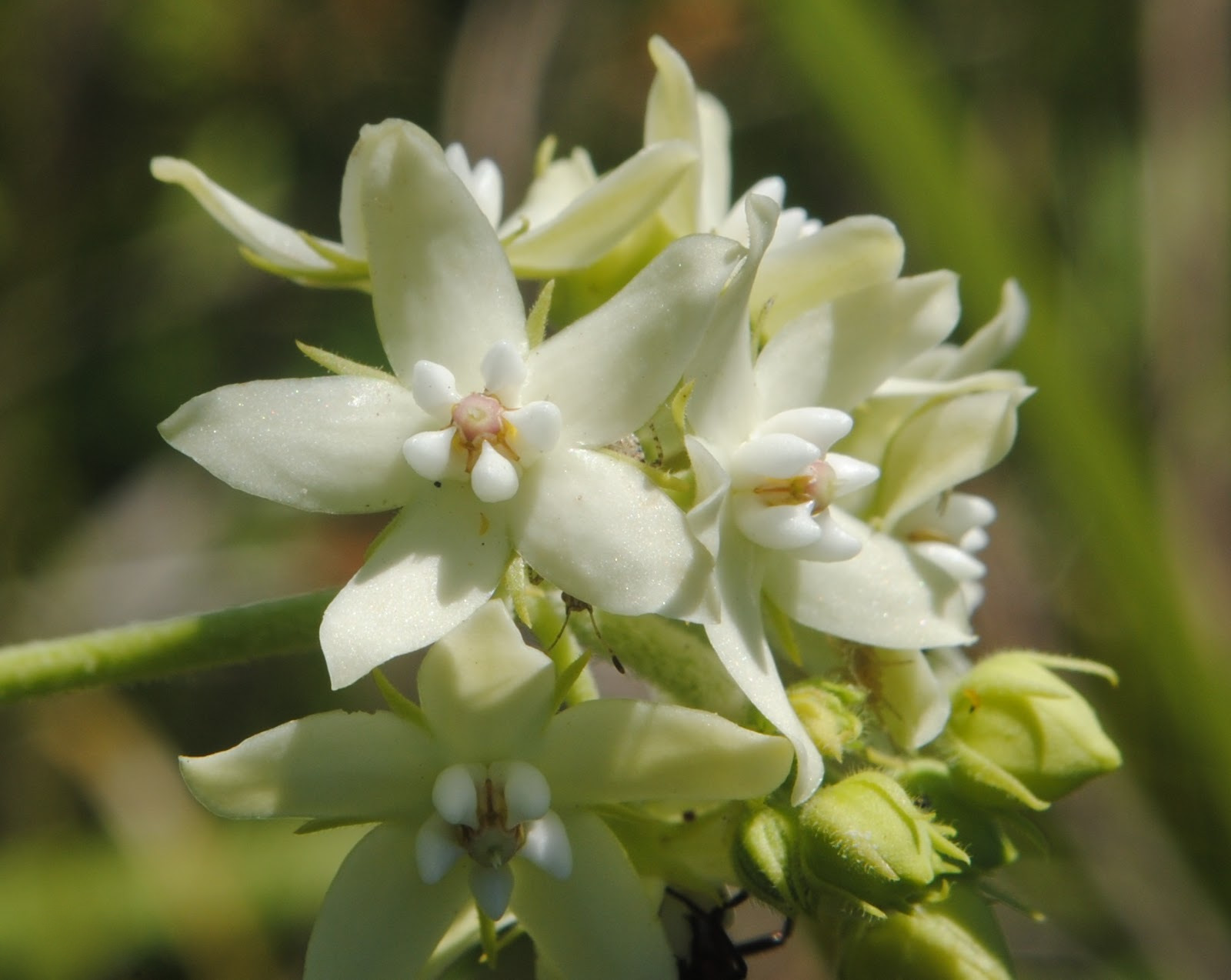
Funastrum flavum

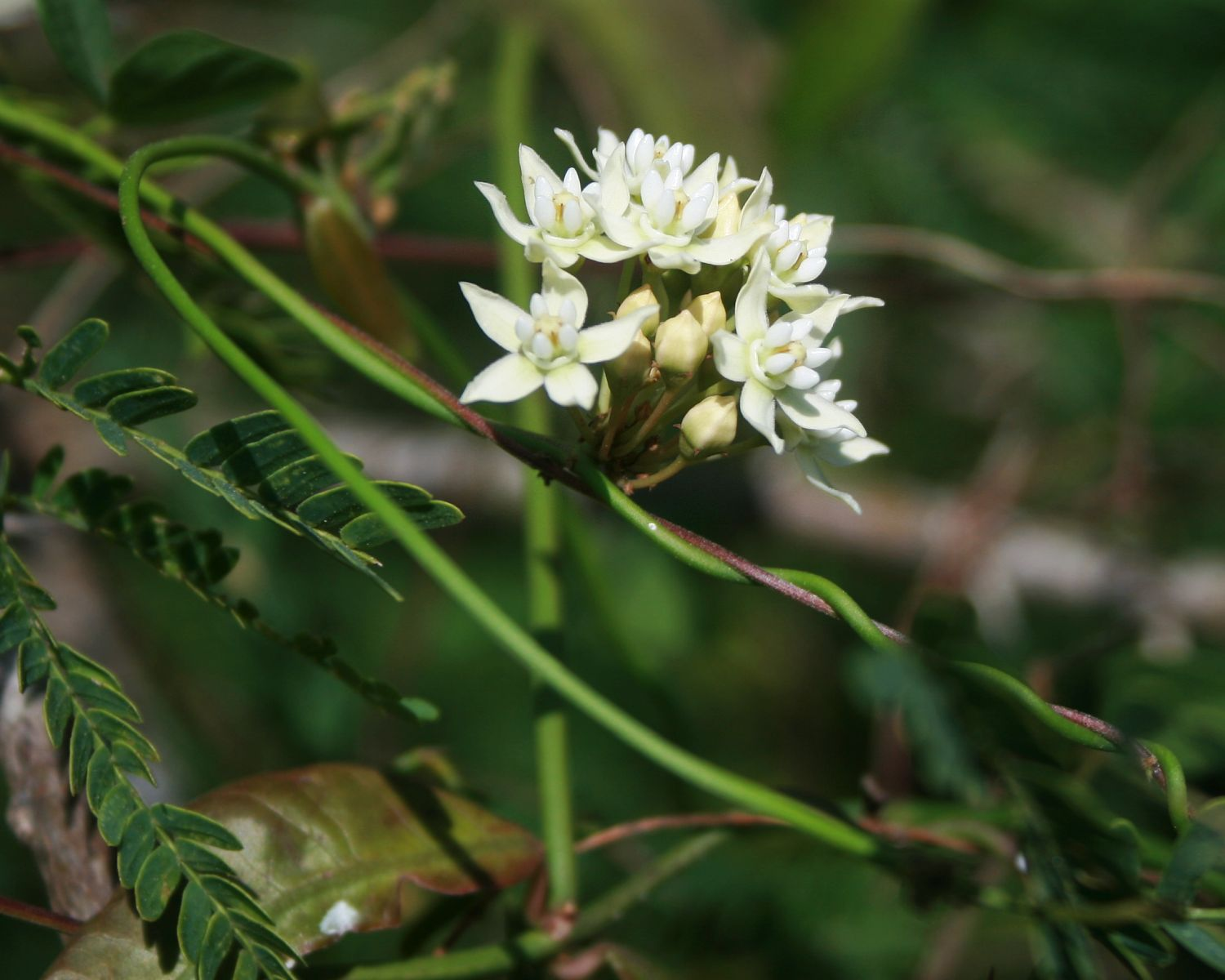
Funastrum glaucum

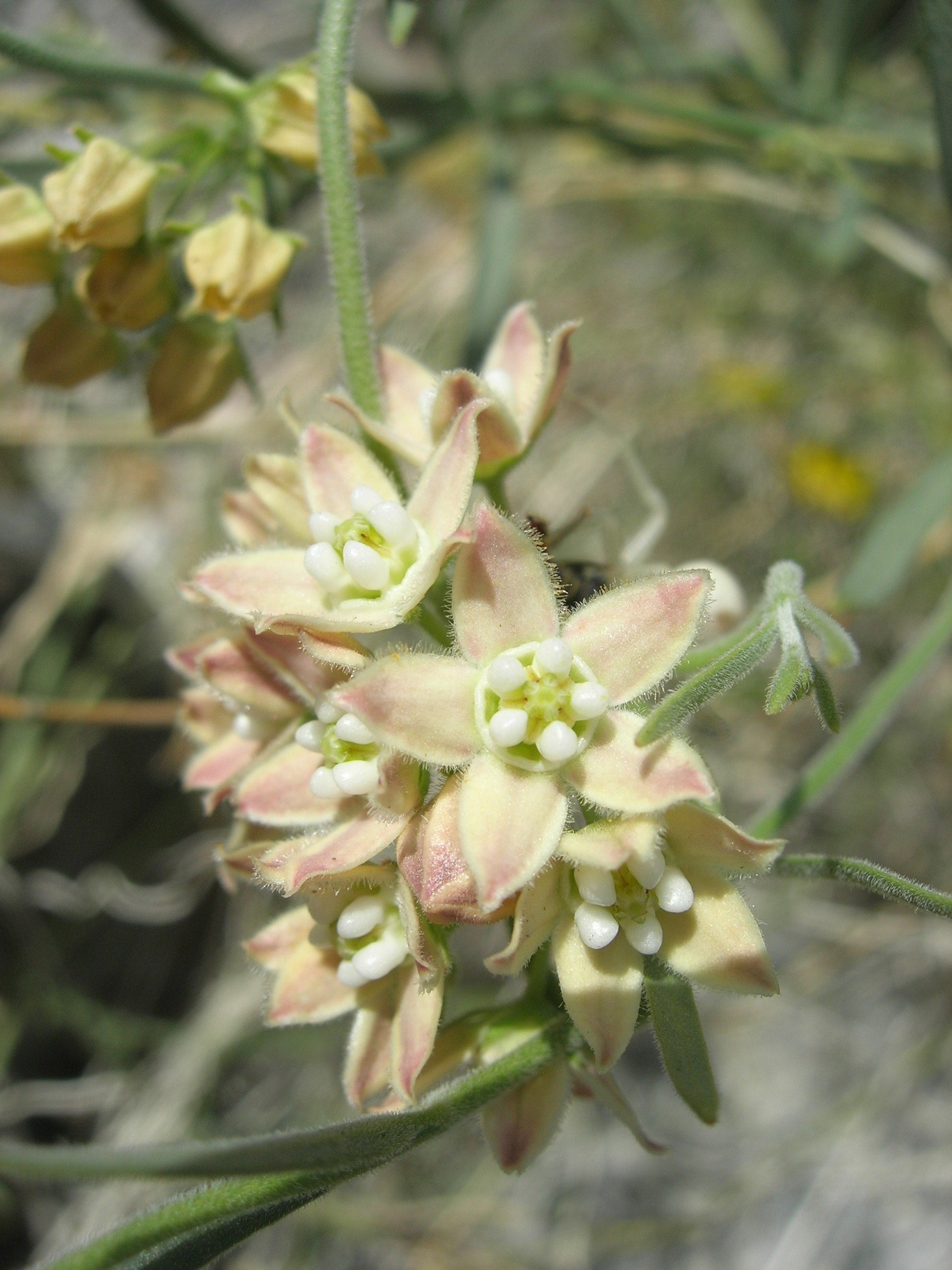
Funastrum hirtellum

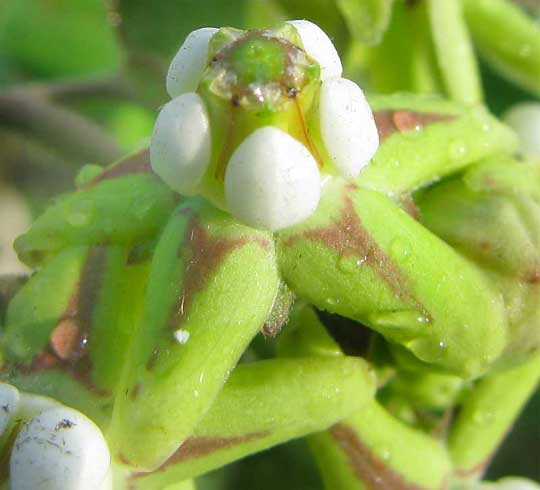
Funastrum lindenianum

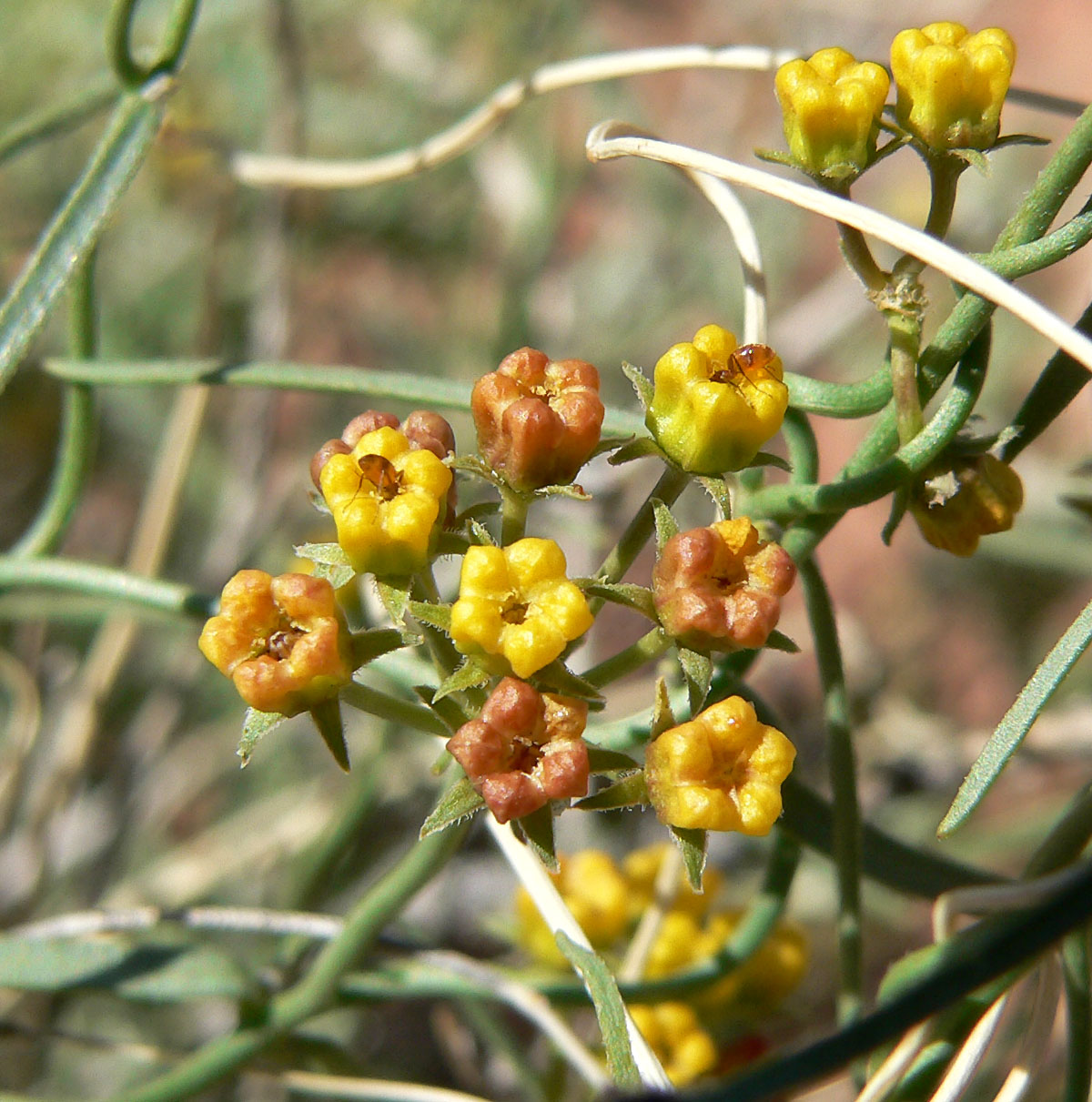
Funastrum utahense

## Verbreitung
Die Gattung Funastrum ist ausschließlich in Nord- und Südamerika beheimat. Sie kommt dort in ariden bis semiariden Gebieten, Ebenen, in den Pampas, auf steinigen Abhängen in Höhenlagen von Meereshöhe bis etwa 1500 m vor.

## Systematik

### Synonymie
Die Arten der Gattung Funastrum werden von manchen Autoren noch zur Gattung Sarcostemma gestellt. Liede-Schumann und Meve geben außerdem noch folgende Synonyme für Funastrum E.Fourn. an:
- Ceramanthus (Kunze) Malme (1905) nom. illeg., non Ceramanthus Hassk. (1844), Euphorbiaceae
- Cystostemma E.Fourn. (1885)
- Macbridea Raf. [non Macbridea Elliott ex Nutt. (Lamiaceae)] = Lyonia Elliott, [non Lyonia Raf., (Polygonaceae)]
- Seutera Reichb.
- Pattalias S.Watson
- Philibertella Vail (1897), nom. nov. pro Philibertia K.Schum. (1895), non Philibertia Kunth (1819)

Die Typusart für Funastrum ist Funastrum angustissimum (Andersson) E.Fourn. (Syn.: Asclepias angustissima Andersson) 

### Arten
Die Gattung Funastrum enthält je nach Autor bis zu 21 Arten:
- Funastrum angustissimum (Andersson) E.Fourn.: Sie kommt auf Galápagos vor.[2]
- Funastrum arenarium (Decne. ex Benth.) Liede: Sie kommt in Baja California vor.[2]
- Funastrum bilobum Hook. et Arn.: Sie kommt von Mexiko bis Venezuela vor.[2]
- Funastrum clausum (Jacq.) Schult.: Sie kommt im tropischen und subtropischen Amerika vor.[2]
- Funastrum crispum (Benth.) Schltr.: Sie kommt von Colorado bis zum westlichen und nördlichen Mexiko vor.[2]
- Funastrum cynanchoides Schltr.: Sie kommt von den südöstlichen Vereinigten Staaten bis Mexiko vor.[2]
- Funastrum elegans Decne.: Sie kommt in Mexiko vor.[2]
- Funastrum flavum (Meyen) Malme: Sie kommt vom südlichen Brasilien bis zum nordöstlichen Argentinien vor.[2]
- Funastrum glaucum (Kunth) Schltr.: Sie kommt von Panama bis Venezuela und Peru vor.[2]
- Funastrum gracile (Decne.) Schltr.: Sie kommt von Bolivien bis ins nördliche Argentinien vor.[2]
- Funastrum heterophyllum (Engelm. ex Torr.) Standl. (Syn.: Funastrum lineare (Decne.) J.F.Macbr., Funastrum cynanchoides var. hartwegii (Vail) Krings, Funastrum cynanchoides subsp. heterophyllum (Engelm. ex Torr.) Kartesz, Sarcostemma heterophyllum Engelm. ex Torr.): Sie kommt von den südlichen Vereinigten Staaten bis Mexiko vor.[2]
- Funastrum hirtellum (Vail) Schltr.: Sie kommt von den südwestlichen Vereinigten Staaten bis Baja California Norte vor.[2]
- Funastrum lindenianum (Decne. in A. DC.) Schltr.: Sie kommt von Mexiko bis Costa Rica vor.[2]
- Funastrum odoratum (Hemsl.) Schltr.: Sie kommt vom südlichen Mexiko bis Nicaragua vor.[2]
- Funastrum pannosum Schltr.: Sie kommt in Mexiko vor.[2]
- Funastrum refractum (Donn.Sm.) Schltr.: Sie kommt in Guatemala vor.[2]
- Funastrum rupicola Goyder: Sie kommt im zentralen Bolivien vor.[2]
- Funastrum suffrutescens E.Fourn.: Sie kommt in Kolumbien vor.[2]
- Funastrum torreyi (A.Gray) Schltr.: Sie kommt vom südwestlichen Texas bis ins nordöstliche Mexiko vor.[2]
- Funastrum trichopetalum (Silveira) Schltr.: Sie kommt im brasilianischen Bundesstaat Minas Gerais vor.[2]
- Funastrum utahense (Engelm.) Liede & Meve (Syn.: Cynanchum utahense (Engelm.) Woodson): Sie kommt von den südwestlichen Vereinigten Staaten bis Baja California vor.[2]